# فریجیداریوم

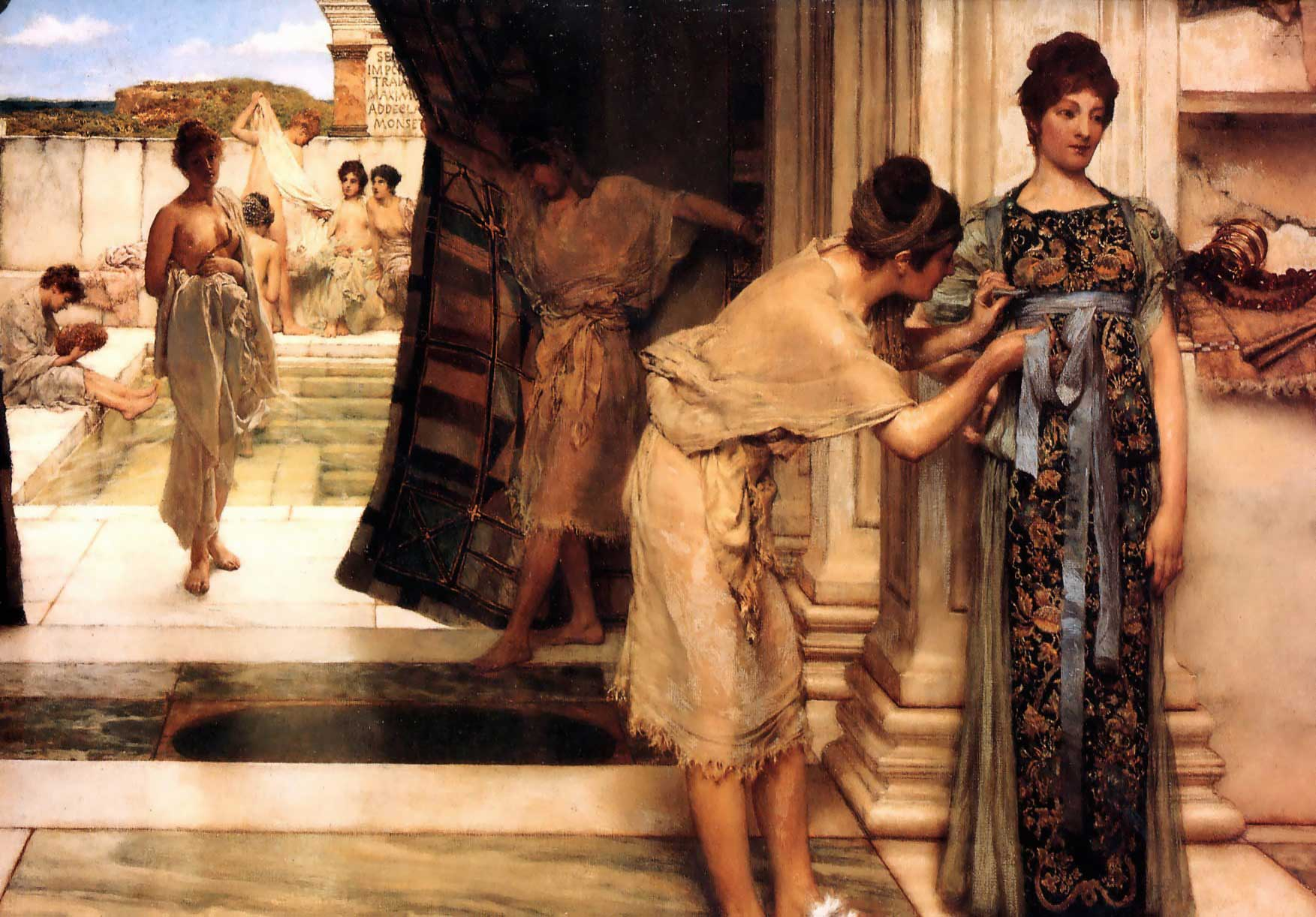
فریجیداریوم، اثری از سر لورنس آلما-تادما

فریجیداریوم، یک استخر بزرگ آب سرد بود که پس از بهره گیری از حمام‌های گرم رومی، در آن آب تنی می‌کردند. استفاده از حمام‌هایی همچون کالداریوم و تپیداریوم [که حمام حرارتی یا گرم محسوب می شدند]، می‌توانست به باز شدن منافذ پوست منجر شود. در مقابل آب تنی با آب سرد، منافذ پوست را می‌بست. به همین دلیل یک استخر کوچک آب سرد یا گاهی اوقات یک استخر شنای بزرگ در مجاورت حمام‌های رومی موجود بود.
نمونه‌ای هشت گوش از این نوع استخرها، که ابعادی به طول بیش از ۵ متر داشت، در مزرعه‌ای، واقع در نزدیکی فاورشام، واقع در کنت در انگلستان در سال ۲۰۰۶، و طی کاوش‌های باستان شناسی، کشف گردید. این استخر یک مجرای آجری بزرگ داشت که به منظور عبور آب سرد تعبیه شده بود. دیوارهای این مکان، در اصل با نقاشی‌های نقش شده بر گچ تزئین شده بودند، و کف آن حاوی تسسراهای رنگی بود [تس سرا در هنر به معنای نوعی نقاشی است]. این مورد، نخستین نمونه‌ای بود که در جنوب شرقی انگلستان یافت شد. پیشنهاد شده‌است که فریجیداریوم‌های هشت ضلعی می‌توانسته‌اند برای غسل تعمید مسیحی یا جهت استحمام مقدس [یا غسل مخصوص] در آیین یهود مورد استفاده قرار گیرند.(تحقیقات پیتز، ۲۰۰۶)